# 夏希あゆり
夏希 あゆり（なつき あゆり）は、日本の漫画家。小学館の漫画雑誌「ちゃおDX」にて執筆している。
2004年、「ちゃおDX」秋号に掲載された『まるごと大好き!!』でデビュー。

## 作品リスト
- まるごと大好き!!（2004年ちゃおDX秋号）
- 天使なベイビィ（2005年ちゃおDX冬号）
- おべんきょしましょっ★（2005年ちゃおDX春号）
- マジック☆マスター（2005年ちゃおDX初夏号）
- るり色マーメイド（2005年ちゃおDX夏号）
- キラキラの運命（2005年ちゃおDX秋号）
- スキなんていわない!（2006年ちゃおDX冬号）